# 宁陕县各级文物保护单位列表
以下为陕西省安康市宁陕县各级文物保护单位列表。

## 陕西省文物保护单位
- 宁陕城隍庙
- 子午道宁陕段遗址
- 宁陕厅故城
- 江口营遗址
- 柳家堡寨址
- 太山庙老街
- 宁陕东江口石桥
- 石佛台石窟及摩崖题刻
- 观音山摩崖石刻